# День художника (Украина)
«День художника» — национальный профессиональный праздник украинских художников, который отмечается на Украине ежегодно во второе воскресенье октября.
День художника появился в украинском официальном календаре в 1998 году, после того как 9 октября 1998 года  президент Украины Леонид Кучма поддержал инициативу Союза художников Украины и подписал Указ № 1132/98 «Про День художника», который предписывал отмечать его на Украине каждый год, во второе воскресенье октября месяца. В президентском указе Леонида Кучмы, в частности, говорилось, что этот праздник вводится: «учитывая роль художников Украины в развитии украинского изобразительного искусства, возрождении национальных традиций в художественном творчестве…».
В 2004 году президент Украины Леонид Кучма в своей поздравительной речи, приуроченной ко Дню художника, сказал:

«Украинским мастерам кисти и резца принадлежат произведения, которые стали частью золотого фонда мирового изобразительного искусства. Заботливо сохраняя и развивая традиции самобытной национальной художественной школы, вы утверждаете вечные общечеловеческие ценности, приносите людям радость общения с прекрасным. Уверен, что впереди у художников Украины много новых творческих достижений, ярких неповторимых работ, которые обогатят нашу культурную сокровищницу…»

В День художника производится награждение живописцев государственными наградами и званиями («Заслуженный деятель искусств Украины», «Заслуженный художник Украины», «Народный художник Украины» и тому подобное). В выставочных залах Национального союза художников Украины проходят выставки приуроченные к «Дню художника Украины».